# Petrolacosaurus
Petrolacosaurus is een geslacht van uitgestorven reptielen uit de Carboon-periode. Het is de eerste bekende vertegenwoordiger van de Diapsida, een reptielengroep die ook de hedendaagse krokodilachtigen en slangen en hagedissen omvat, evenals de dinosauriërs (inclusief vogels) en uitgestorven pterosauriërs.
De soort is benoemd door Henry Higgins Lane, de conservator van het Kansas University Natural History Museum, in 1945. Zoals de soortaanduiding al aangeeft, zijn de fossiele resten gevonden in de Amerikaanse staat Kansas. Het holotype is KUNHM 1424. Petrolacosaurus kansensis is de enige soort binnen de familie Petrolacosauridae — in 1952 benoemd door Frank Peabody — uit de orde Araeoscelida.

## Beschrijving
Petrolacosaurus was ongeveer veertig centimeter lang. Het dier had een hagedisachtig uiterlijk met een lange nek, dunne renpoten en een lange staart. In de bek zaten vele puntige tanden met één paar slagtanden in de bovenkaak.
Uit monsters blijkt dat Petrolacosaurus een enigszins langwerpige schedel had met twee slaapvensters. Het bovenste slaapvenster bevindt zich achter een vergrote oogkas. Dit is een duidelijk diapside karakter. De grootste tanden in de kaak bevonden zich aan de voorkant van de snuit en komen uit het premaxilla-bot. Er waren ook een paar groter-dan-gemiddelde tanden verder terug op de maxilla, die waarschijnlijk homoloog waren met caniniforme tanden geërfd van de gemeenschappelijke voorouder tussen echte sauropside reptielen en synapsiden (stamgroep van zoogdieren). In het gebit zijn er marginale tanden die een primitief type van ondiepe implantatie vertonen. De palatale configuratie lijkt sterk op Youngoides.
Er zijn zeven langwerpige halswervels, twee sacrale wervels en zestig staartwervels. Het aantal en de plaatsing van de wervels laten zien dat Petrolacosaurus een tamelijk langhalzig reptiel was met een kortere romp. Het aantal en de spoelachtige vorm van de wervels, naast de houding waarin de reptielen stierven, tonen aan dat het ook zeer flexibele wezens waren. De wervelcentra waren amficoel (hol gekromd van voren en van achteren) en hadden grote ventrolaterale uithollingen. Een vergelijkbare uitholling is te zien op de massieve wervelbogen, die lopen van de prezygapofysen naar de postzygapophysis. Deze uithollinge zorgden ervoor dat de wervelkolom lichter was en toch een stevige bouw kon behouden.
De schoudergordel bij Petrolacosaurus is licht in vergelijking met de massieve gordels die in andere taxa worden gevonden, zoals bij basale synapsiden. Petrolacosaurus-exemplaren hadden een sleutelbeen met een verbrede onderste tak, maar korter dan dat van Captorhinus of synapsiden. Er is ook een groot cleithrum met een breed, afgerond einde.
De ledematen van Petrolacosaurus waren lang en slank in vergelijking met andere primitieve diapsiden zoals Araeoscelis. Het spaakbeen en de ellepijp bij Petrolacosaurus zijn van relatief gelijke lengte. In tegenstelling tot deze twee botten is het kuitbeen aanzienlijk korter dan het scheenbeen, omdat het scheenbeen een distale articulatie heeft met het sprongbeen. Dit lengteverschil wordt verder vergroot doordat het sprongbeen een lange nek heeft en een ondersteunend, schuin platform biedt een inflexibele, concave articulatie met het scheenbeen. Deze articulatie creëert een vrijwel onbeweeglijke verbinding tussen de twee. Petrolacosaurus heeft een formule voor de vingerkootjes van 2-3-4-5-3. Voor de voet is de formule 2-3-4-5-4. De vingers nemen in lengte toe van de eerste to vijfde vinger. Metatarsale IV is 3,5 keer zo lang als metatarsale I. Veel lijnen van post-Paleozoïsche reptielen hebben een reductie van de vierde digitus in de hand en voet, wat aangeeft dat Petrolacosaurus basaler is dan deze reptielen.
Petrolacosaurus-tanden waren van gemiddelde lengte, lichtjes gebogen en waren niet zijdelings afgeplat. Op de premaxilla van de bovenkaak bevinden zich twee tanden, die doen denken aan hoektanden. Op de kaak zaten ongeveer vijfentwintig kleinere tanden, allemaal van verschillende lengte. Plaatsing in de kaak onthult dat de tanden op de boven- en onderkaak niet in elkaar grijpen maar eerder elkaar raken langs een middenvlak. De gevonden hiaten tussen de tanden zijn consistent met een basale methode van regelmatige tandvervanging. De tanden op de dwarse flens van de pterygoïde waren aanzienlijk groter dan de anderen, wat aangeeft dat deze tanden waren gespecialiseerd voor het grijpen van kleinere, gepantserde insecten. De kaken van Petrolacosaurus waren lang en slank. Gebaseerd op de bevestigingspunten van de skeletspier en het verkorte slaapgebied, zouden adductore spieren een beperkte hefboomwerking hebben gehad, resulterend in een snelle maar zwakke beet. Dit is een verdere ondersteuning voor de hypothese dat Petrolacosaurus insectivoor was.
Van de modder waarin het reptiel was gefossiliseerd, is bekend dat het goed bewaarde insecten- en plantenafdrukken creëert, waaruit de habitat kan worden afgeleid. Fossiel bewijs van gevleugelde insecten, de vruchten van coniferen en andere pteridospermen, toont dat Petrolacosaurus een volledig terrestrisch reptiel was dat in een naaldboombos leefde. De voorste ledemaat is 135 millimeter lang en de achterste ledemaat 165 millimeter, waardoor de gespreide achterpoten ongeveer even lang zijn als de rug en het bekken samen. Petrolacosaurus heeft ook een zeugopodium (onderarm, onderbeen) in zowel zijn voor- als achterpoten dat langer is dan het stylopodium (bovenarm, bovenbeen). Bij aquatische reptielensoorten zijn een korter zeugopodium en langer stylopodium kenmerkend voor het bezit van vinnen. Zowel deze lengteverhouding als een brede sacrale rib bij Petrolacosaurus zijn indicatief voor een gespreide houding op vier poten. De verlenging van ledematen was ook een aanpassing voor snellere voortbeweging.
Het landbewonen en de naaldboomhabitat van Petrolacosaurus roept de vraag op of dit geslacht in bomen kon klimmen. In 1942 publiceerde Robert Mertens een analyse van reptielen met de morfologische eigenschappen om te klimmen. De belangrijkste zijn onder andere lange vingers/tenen en sterk beweeglijke kootjes op de voor- en achterpoten. De distale uiteinden van de vingerkootjes van Petrolacosaurus hebben zeer grote en stevig ontwikkelde laterale tuberositeiten. Deze uitsteeksels op deze botten dienden als hefbomen voor pezen. Op de meest distale vingerkootjes had Petrolacosaurus matig ontwikkelde gebieden waar middelgrote klauwen zouden zijn bevestigd. De langwerpige vingers en gematigde gekromde klauwen wijzen erop dat Petrolacosaurus een middelmatige klimmer was, misschien alleen als hij in het nauw werd gedreven door een roofdier.

## Verspreiding
Petrolacosaurus behoort tot de oudst bekende reptielen en leefde gedurende het Laat-Carboon (ongeveer 302 miljoen jaar geleden) in de moerasbossen van Noord-Amerika. In dezelfde periode leefden ook twee andere types reptielen, Archaeothyris (Synapsida, voorouder van de zoogdieren) en Hylonomus (Anapsida). Desondanks waren de reptielen in het Laat-Carboon nog een zeldzame verschijning en werd de wereld destijds gedomineerd door grote "amfibieën" als Eryops en Proterogyrinus en reusachtige geleedpotigen als de duizendpoot Arthropleura (tot tweehonderd centimeter lang) en de libel Meganeura (veertig spanwijdte).

## Vondsten
Het eerste fossiel van Petrolacosaurus werd in 1932 gevonden in Garnett (Kansas) door een veldexpeditie van het Natural History Museum van de University of Kansas. Het gezelschap bestond uit Henry H. Lane, Claude Hibbard, David Dunkle, Wallace Lane, Louis Coghill en Curtis Hesse. Helaas zijn er geen veldnotities of documentatie van hun ontdekking beschikbaar. Petrolacosaurus-fossielen werden geconserveerd gevonden in een laag gelamineerde schalie, die ook plantenfossielen toonde. De lagen waarin de overblijfselen werden gevonden, dateerden uit het Boven-Pennsylvanien (ongeveer 323-298 miljoen jaar). Het fossiel zelf wordt geschat op ongeveer 302 miljoen jaar oud.

## Classificatie
Petrolacosaurus is geplaatst in de basale diapside orde Araeoscelidia, samen met de aquatische Spinoaequalis uit het Boven-Pennsylvanien. De specifieke taxonomische plaatsing van Petrolacosaurus is een veelbesproken onderwerp. Vanwege de ongebruikelijke osteologische kenmerken en onzekerheid over de geologische ouderdom, gaan wetenschappers heen en weer tussen welke positie het meest logisch is. Sommige paleontologen staan sceptisch tegenover de huidige plaatsing van Petrolacosaurus vanwege grote hiaten in het fossielenbestand, met name tussen de vroegst bekende neodiapside fossielen (die voorkwamen in het Vroeg-Perm) en hun verspreiding in het Boven-Perm. Huidige fylogenetische plaatsing geeft aan dat Petrolacosaurus afgeleider staat dan Spinoaequalis, een tweede soort vroege diapside. In tegenstelling tot Spinoaequalis vertoont Petrolacosaurus veel verschillende schedel- en postcraniale kenmerken, kenmerkend voor de meest primitieve diapsiden. Het feit dat Petrolacosaurus kenmerken heeft die duidelijk vergelijkbaar zijn met andere romeriididen en anderen die zeer primitief waren, doet wetenschappers geloven dat de soort oud genoeg is om een voorouder van de neodiapsiden te zijn. Omdat Petrolacosaurus geen meer afgeleide kenmerken met de neodiapsiden deelt, is het in een positie geplaatst die buiten de Neodiapsida valt.

## Fylogenie
|  | Petrolacosaurus |
|  |                 |

|  | Kadaliosaurus                                                |
|  |                                                              |
|  | \| \| Araeoscelis \| \| \| \| \| \| Aphelosaurus \| \| \| \| |
|  |                                                              |
|  | Araeoscelis                                                  |
|  |                                                              |
|  | Aphelosaurus                                                 |
|  |                                                              |

|  | Araeoscelis  |
|  |              |
|  | Aphelosaurus |
|  |              |

|  | Kadaliosaurus                                                |
|  |                                                              |
|  | \| \| Araeoscelis \| \| \| \| \| \| Aphelosaurus \| \| \| \| |
|  |                                                              |
|  | Araeoscelis                                                  |
|  |                                                              |
|  | Aphelosaurus                                                 |
|  |                                                              |

|  | Araeoscelis  |
|  |              |
|  | Aphelosaurus |
|  |              |

|  | Petrolacosaurus |
|  |                 |

|  | Kadaliosaurus                                                |
|  |                                                              |
|  | \| \| Araeoscelis \| \| \| \| \| \| Aphelosaurus \| \| \| \| |
|  |                                                              |
|  | Araeoscelis                                                  |
|  |                                                              |
|  | Aphelosaurus                                                 |
|  |                                                              |

|  | Araeoscelis  |
|  |              |
|  | Aphelosaurus |
|  |              |

|  | Kadaliosaurus                                                |
|  |                                                              |
|  | \| \| Araeoscelis \| \| \| \| \| \| Aphelosaurus \| \| \| \| |
|  |                                                              |
|  | Araeoscelis                                                  |
|  |                                                              |
|  | Aphelosaurus                                                 |
|  |                                                              |

|  | Araeoscelis  |
|  |              |
|  | Aphelosaurus |
|  |              |

|  | Petrolacosaurus |
|  |                 |

|  | Kadaliosaurus                                                |
|  |                                                              |
|  | \| \| Araeoscelis \| \| \| \| \| \| Aphelosaurus \| \| \| \| |
|  |                                                              |
|  | Araeoscelis                                                  |
|  |                                                              |
|  | Aphelosaurus                                                 |
|  |                                                              |

|  | Araeoscelis  |
|  |              |
|  | Aphelosaurus |
|  |              |

|  | Kadaliosaurus                                                |
|  |                                                              |
|  | \| \| Araeoscelis \| \| \| \| \| \| Aphelosaurus \| \| \| \| |
|  |                                                              |
|  | Araeoscelis                                                  |
|  |                                                              |
|  | Aphelosaurus                                                 |
|  |                                                              |

|  | Araeoscelis  |
|  |              |
|  | Aphelosaurus |
|  |              |

|  | Petrolacosaurus |
|  |                 |

|  | Kadaliosaurus                                                |
|  |                                                              |
|  | \| \| Araeoscelis \| \| \| \| \| \| Aphelosaurus \| \| \| \| |
|  |                                                              |
|  | Araeoscelis                                                  |
|  |                                                              |
|  | Aphelosaurus                                                 |
|  |                                                              |

|  | Araeoscelis  |
|  |              |
|  | Aphelosaurus |
|  |              |

|  | Kadaliosaurus                                                |
|  |                                                              |
|  | \| \| Araeoscelis \| \| \| \| \| \| Aphelosaurus \| \| \| \| |
|  |                                                              |
|  | Araeoscelis                                                  |
|  |                                                              |
|  | Aphelosaurus                                                 |
|  |                                                              |

|  | Araeoscelis  |
|  |              |
|  | Aphelosaurus |
|  |              |

|  | Petrolacosaurus |
|  |                 |

|  | Kadaliosaurus                                                |
|  |                                                              |
|  | \| \| Araeoscelis \| \| \| \| \| \| Aphelosaurus \| \| \| \| |
|  |                                                              |
|  | Araeoscelis                                                  |
|  |                                                              |
|  | Aphelosaurus                                                 |
|  |                                                              |

|  | Araeoscelis  |
|  |              |
|  | Aphelosaurus |
|  |              |

|  | Kadaliosaurus                                                |
|  |                                                              |
|  | \| \| Araeoscelis \| \| \| \| \| \| Aphelosaurus \| \| \| \| |
|  |                                                              |
|  | Araeoscelis                                                  |
|  |                                                              |
|  | Aphelosaurus                                                 |
|  |                                                              |

|  | Araeoscelis  |
|  |              |
|  | Aphelosaurus |
|  |              |

|  | Petrolacosaurus |
|  |                 |

|  | Kadaliosaurus                                                |
|  |                                                              |
|  | \| \| Araeoscelis \| \| \| \| \| \| Aphelosaurus \| \| \| \| |
|  |                                                              |
|  | Araeoscelis                                                  |
|  |                                                              |
|  | Aphelosaurus                                                 |
|  |                                                              |

|  | Araeoscelis  |
|  |              |
|  | Aphelosaurus |
|  |              |

|  | Kadaliosaurus                                                |
|  |                                                              |
|  | \| \| Araeoscelis \| \| \| \| \| \| Aphelosaurus \| \| \| \| |
|  |                                                              |
|  | Araeoscelis                                                  |
|  |                                                              |
|  | Aphelosaurus                                                 |
|  |                                                              |

|  | Araeoscelis  |
|  |              |
|  | Aphelosaurus |
|  |              |

|  | Petrolacosaurus |
|  |                 |

|  | Kadaliosaurus                                                |
|  |                                                              |
|  | \| \| Araeoscelis \| \| \| \| \| \| Aphelosaurus \| \| \| \| |
|  |                                                              |
|  | Araeoscelis                                                  |
|  |                                                              |
|  | Aphelosaurus                                                 |
|  |                                                              |

|  | Araeoscelis  |
|  |              |
|  | Aphelosaurus |
|  |              |

|  | Kadaliosaurus                                                |
|  |                                                              |
|  | \| \| Araeoscelis \| \| \| \| \| \| Aphelosaurus \| \| \| \| |
|  |                                                              |
|  | Araeoscelis                                                  |
|  |                                                              |
|  | Aphelosaurus                                                 |
|  |                                                              |

|  | Araeoscelis  |
|  |              |
|  | Aphelosaurus |
|  |              |

|  | Petrolacosaurus |
|  |                 |

|  | Kadaliosaurus                                                |
|  |                                                              |
|  | \| \| Araeoscelis \| \| \| \| \| \| Aphelosaurus \| \| \| \| |
|  |                                                              |
|  | Araeoscelis                                                  |
|  |                                                              |
|  | Aphelosaurus                                                 |
|  |                                                              |

|  | Araeoscelis  |
|  |              |
|  | Aphelosaurus |
|  |              |

|  | Kadaliosaurus                                                |
|  |                                                              |
|  | \| \| Araeoscelis \| \| \| \| \| \| Aphelosaurus \| \| \| \| |
|  |                                                              |
|  | Araeoscelis                                                  |
|  |                                                              |
|  | Aphelosaurus                                                 |
|  |                                                              |

|  | Araeoscelis  |
|  |              |
|  | Aphelosaurus |
|  |              |

Fylogenetische relaties gebaseerd op De Braga & Reisz (1995) en Falconnet & Steyer (2007).